# Kozia Góra (Karlino)
Kozia Góra (deutsch Koseeger, zuweilen Coseeger) ist ein Dorf in der Woiwodschaft Westpommern in Polen. Das Dorf gehört zur Gmina Karlino (Stadt- und Landgemeinde Körlin) im Powiat Białogardzki (Belgarder Kreis).

## Geographische Lage
Das Dorf liegt in Hinterpommern etwa 25 Kilometer südöstlich von Kołobrzeg (Kolberg). Durch das Dorf führt in West-Ost-Richtung die Staatsstraße 6, die hier der ehemaligen Reichsstraße 2 entspricht.
Nachbarorte sind im Westen an der Staatsstraße Malonowo (Mallnow), im Nordwesten Krukowo (Kruckenbeck), im Norden Chotyń (Neu Kowanz) und im Osten an der Staatsstraße die Stadt Karlino (Körlin).

## Geschichte

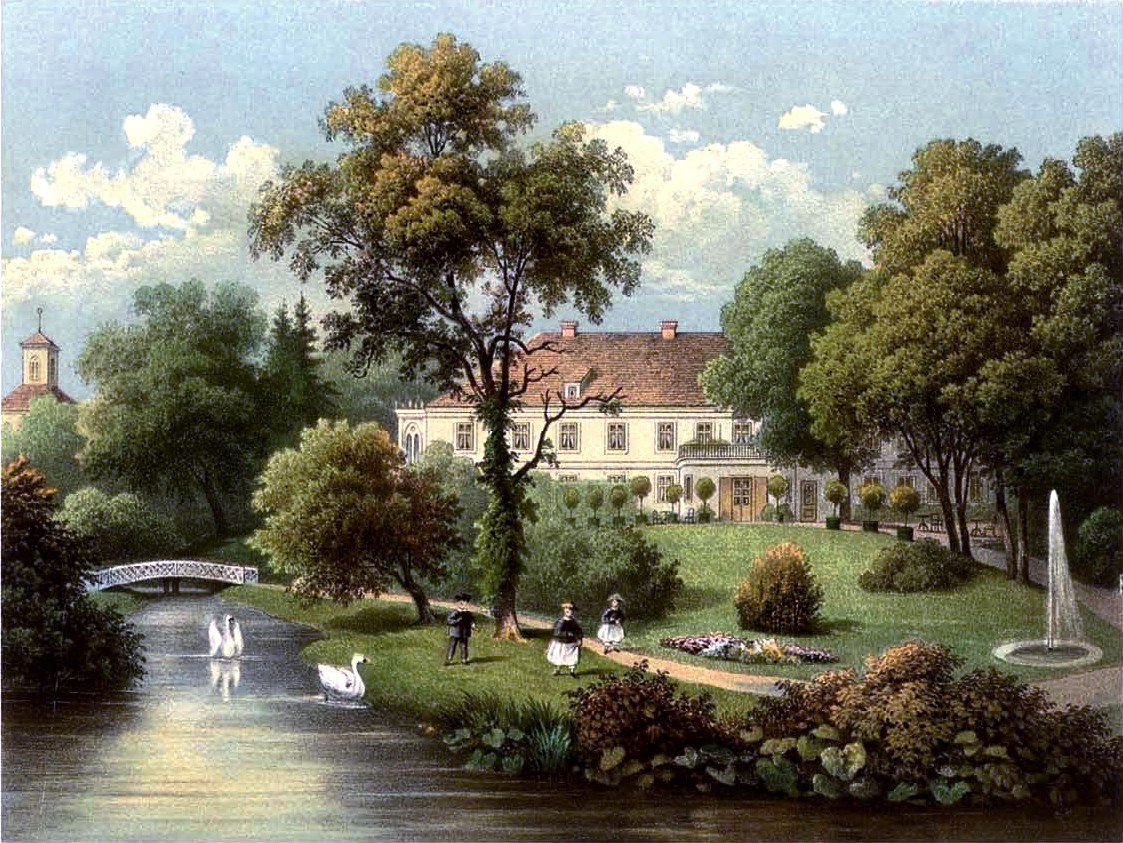
Herrenhaus Coseeger um 1860, Sammlung Alexander Duncker

Das Dorf wird erstmals 1276 unter dem Namen Chosesec in einer Urkunde erwähnt, mit der der Camminer Bischof Hermann von Gleichen der Kolberger Domkirche ihre Einkünfte bestätigte. Weitere kurze Erwähnungen stammen aus den Jahren 1498 und 1540. In der vorreformatorischen Zeit dürfte der eine Teil von Koseeger zu den Tafelgütern der Bischöfe von Cammin gehört haben, der andere Teil ein Lehen der Adelsfamilie Podewils gewesen sein.

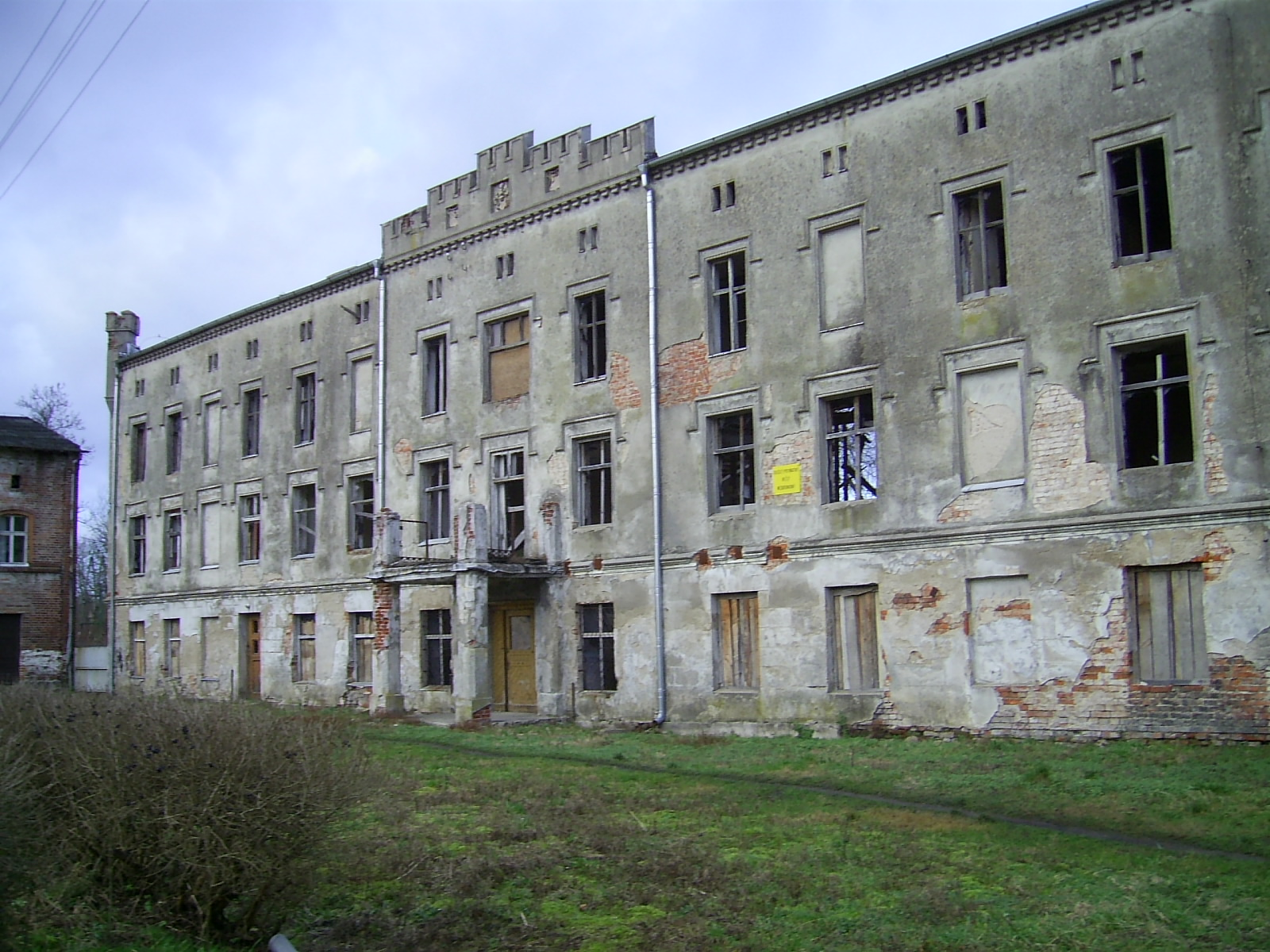
Herrenhaus heute (Aufnahme von 2007)

Seit dem 16. Jahrhundert entwickelte sich Koseeger zu einem Gutsdorf, also einem Dorf, das wirtschaftlich ganz auf den Gutsbetrieb ausgerichtet war. Zumindest im 18. und 19. Jahrhundert war Koseeger ganz im Besitz der Familie Podewils. Die Familie erbaute sich im 18. Jahrhundert das Herrenhaus Koseeger, das sie in der 2. Hälfte des 19. Jahrhunderts durch einen Anbau im Tudorstil erweiterte. Als Fideikommiss, der ausnahmsweise auch an weibliche Nachkommen gehen konnte, gelangte das Gut um 1895 an Hedwig von Podewils, verheiratete Gräfin Poninski. Nach ihrem Tode 1934 wurde ihr Erbe der Jurist Carl von Waldow der letzte Besitzer von Koseeger. Das Gut Koseeger umfasste (Stand 1939) 822 Hektar Land. Es wurden Saatkartoffeln und Getreide angebaut. Der Viehbestand betrug (Stand 1939) 40 Pferde, 200 Rinder und 175 Schweine. Die Schafhaltung war 1939 aufgegeben, 1864 gehörten zum Gut noch 1600 Schafe. Das Gut im benachbarten Mallnow wurde als ein Vorwerk teils von Koseeger bewirtschaftet. Als örtlicher Gutsverwalter agierte Egon Freiherr von Wangenheim, der wiederum seinen Wohnsitz in Mallnow hatte.
Koseeger wurde im 19. Jahrhundert ein selbständiger Gutsbezirk mit einer Größe von 746 Hektar (Stand 1864). Mit der Auflösung der Gutsbezirke in Preußen wurde Koseeger 1928 in die benachbarte Gemeinde Mallnow eingemeindet, ebenso wie der benachbarte Gutsbezirk Kruckenbeck.
Als Teil der Landgemeinde Mallnow gehörte Koseeger bis 1945 zum Landkreis Kolberg-Körlin der preußischen Provinz Pommern.
Gegen Ende des Zweiten Weltkriegs wurde Koseeger am 4. März 1945 durch die Rote Armee besetzt. Der Gutsbesitzer Carl von Waldow beging gemeinsam mit seiner Gemahlin Hedwig Selbstmord. Rotarmisten brachen im Mausoleum im Schlosspark drei Särge auf und eigneten sich die Goldzähne der Bestatteten an.
Nach 1945 kam das Dorf, wie ganz Hinterpommern, an Polen und erhielt den polnischen Namen Kozia Góra. Doch blieb das Gut noch bis 1956 unter Verwaltung der Sowjetarmee, seit 1946 Nachfolge der Roten Armee, die hier noch zahlreiche Deutsche arbeiten ließ, die erst nach der Übernahme des Gutsbetriebs durch Polen ausgewiesen wurden.
Das Dorf gehört heute zur Gmina Karlino (Stadt- und Landgemeinde Körlin), in der es ein eigenes Schulzenamt bildet.

## Einwohnerentwicklung
- 1816: 196[5]
- 1855: 227[5]
- 1867: 230[5]
- 1871: 226[5]
- 1895: 223[5]
- 1905: 257[5]
- 1925: 260[5]

## Persönlichkeiten: Söhne und Töchter des Ortes
- Martin Heling (1889–1980), deutscher Landstallmeister, Leiter der Landgestüte Rastenburg und Georgenburg